# Elizabeth Jagger
Elizabeth Scarlett "Lizzy" Jagger (nacida el 2 de marzo de 1984) es una modelo y actriz anglo-estadounidense. Nacida en Nueva York, es la hija mayor de Mick Jagger y Jerry Hall. Es hermana de James Leroy Augustin Jagger (nacido en 1985), Georgia May Ayeesha Jagger (nacida en 1992) y Gabriel Luke Beauregard Jagger (nacido en 1997), y medio-hermana por parte de padre de Karis Hunt Jagger (nacido en 1970), Jade Sheena Jezebel Jagger (nacida en 1971)  y Lucas Maurice Morad-Jagger (nacido en 1999).

## Carrera
La primera aparición de Jagger en las pasarelas de moda fue en 1998, cuando modeló para Thierry Mugler junto a su madre. Ha aparecido en una campaña para Tommy Hilfiger a principios del siglo, junto con Alexandra y Theodora Richards, hijas del  'Rolling Stones' Keith Richards. En 2001 apareció en el documental Being Mick como ella misma. Jagger firmó para ser la cara de la línea de cosméticos de Lancôme, LCM, en septiembre de 2002.
En 2005, fue elegida para representar la cadena española de moda Mango. Protagonizó junto con Twiggy, Noemie Lenoir, Erin O'Connor y Laura Bailey en los anuncios más recientes de Marks and Spencer.
El 21 de enero de 2013, se convirtió en la cara de New Skiny Lingerie Campaign (Credit Daily Mail- United Kingdom)
El 19 de marzo de 2014, Lizzy es ahora la modelo del Hotel ROW NYC (Credit New York Post)